# Teatr Bückleina
Teatr Bückleina w Krakowie – krakowski teatr stworzony w 1993 r. przez Adama Kwaśnego w ramach Instytutu Bückleina (powstał w 1991), działający do 2000 r. Nazwa teatru pochodzi od nazwiska fikcyjnej postaci stworzonej przez Adama Kwaśnego, Samuela Bückleina (podróżnika i myśliciela).
Instytut Bückleina nie miał własnego lokalu. Przedstawienia odbywały się w różnych miejscach Krakowa. W chwili powołania Teatru Bückleina nie odgrywano już spektaklu „Katarzy”. Zespół zdobył własny lokal na zapleczu Hotelu Europejskiego (nieużywana, dawna pralnia, fabryka i magazyny). Był to pierwszy prywatny teatr w mieście po przemianach ustrojowych w 1989 r.
W teatrze wystawiono sztuki takie jak m.in.: „Watt” (reż. Marek Kędzierski), „Końcówka” (reż. Marek Kędzierski), „Gra snów” (reż. Marek Kalita), „Minne”, „Totenfesser”, „Don Alfonso” (spektakle autorskie w reż. Adama Kwaśnego), „Krzesła” (reż. Izabella Połabińska), „Ptasiek” (reż. Adam Sroka), „Raskolnikow” (reż. Marek Gaja, Marek Kalita i Edward Żentara), „Bungo 622” (reż. Marek Fiedor).
Odbywały się w nim także spotkania cykliczne, takie jak m.in.: Lato Bückleina, festiwale muzyczne: Audio Art, Muzyka utracona, Festiwal Jassowy i Festiwal Piosenki Studenckiej oraz imprezy takie jak: Konferencja Tańca Współczesnego, Reminiscencje Teatralne i Dni Muzyki Kompozytorów Krakowskich. Koncertowali tam m.in.: Acid Drinkers, Fish, Maciej Maleńczuk, Włodzimierz Kiniorski, Grzegorz Turnau, Świetliki oraz Blixa Bargeld.
Ostatnim wydarzeniem jakie miało miejsce w teatrze była impreza sylwestrowa w 2000 r.